# Josip Glasnović
Josip Glasnović (Zagreb, 7 de maio de 1983) é um atirador olímpico croata, campeão olímpico.

## Carreira
Josip Glasnović representou seu páis nas Olimpíadas, de 2008 e 2016, na qual conquistou a medalha de ouro em 2016, na fossa olímpica.